# Erythrophleum
Genre
Erythrophleum est un genre de plantes à fleurs dicotylédones de la famille des Fabaceae, sous-famille des Caesalpinioideae, originaire d'Afrique, d'Asie et d'Australie, qui comprend une dizaine d'espèces acceptées.

## Liste d'espèces
Selon The Plant List (20 octobre 2018) :
- Erythrophleum africanum (Benth.) Harms
- Erythrophleum chlorostachys (F.Muell.) Baill.
- Erythrophleum couminga Baill.
- Erythrophleum fordii Oliv.
- Erythrophleum ivorense A.Chev.
- Erythrophleum lasianthum Corbishley
- Erythrophleum letestui A.Chev.
- Erythrophleum suaveolens (Guill. & Perr.) Brenan
- Erythrophleum succirubrum Gagnep.
- Erythrophleum teysmannii (Kurz) Craib